# Masatoshi Mihara
Masatoshi Mihara (三原 雅俊 Mihara Masatoshi?, Nishi-ku, Kumamoto, Kumamoto, 2 de agosto de 1988) es un futbolista japonés que juega como centrocampista.

## Trayectoria

### Clubes
| Club                      | País  | Año       |
| ------------------------- | ----- | --------- |
| Sagan Tosu                | Japón | 2006      |
| Vissel Kobe               | Japón | 2007-2019 |
| Zweigen Kanazawa (cedido) | Japón | 2009      |
| V-Varen Nagasaki (cedido) | Japón | 2014      |
| Kashiwa Reysol (cedido)   | Japón | 2019      |
| Kashiwa Reysol            | Japón | 2020-2023 |